# Ana Carvajal San Miguel
Ana Carvajal San Miguel (Villanueva de la Cañada, 3 de septiembre de 2006) es una deportista española que compite en saltos de plataforma.
En los Juegos Europeos de Cracovia 2023 consiguió una medalla de bronce en la prueba de plataforma 10 m sincro. Ganó tres medallas en el Campeonato Europeo de Natación, en los años 2024 y 2025.
Participó en los Juegos Olímpicos de París 2024, ocupando el decimocuarto lugar en la prueba de plataforma 10 m.

## Palmarés internacional
| Juegos Europeos    | Juegos Europeos   | Juegos Europeos   | Juegos Europeos        |
| Año                | Lugar             | Medalla           | Prueba                 |
| ------------------ | ----------------- | ----------------- | ---------------------- |
| 2023               | Rzeszów (Polonia) | Medalla de bronce | Plataforma 10 m sincro |
| Campeonato Europeo |                   |                   |                        |
| Año                | Lugar             | Medalla           | Prueba                 |
| 2024               | Belgrado (Serbia) | Medalla de oro    | Plataforma 10 m        |
| 2024               | Belgrado (Serbia) | Medalla de plata  | Plataforma 10 m sincro |
| 2025               | Antalya (Turquía) | Medalla de oro    | Plataforma 10 m sincro |